# Windows Journal
Windows Journal es una aplicación creada por Microsoft e incluida desde Windows XP hasta Windows 10. Esta App está pensada para usarse con pantallas táctiles y capturar dibujos directamente de esta forma, también puede insertar imágenes y texto; los documentos generados tienen extensión jnt. 
Su competidor es OneNote el cual está enfocado a capturar datos escritos por un teclado y además tiene avanzadas de capacidades de sincronización con OneDrive.

## Disponibilidad
Windows Journal apareció en Windows XP. Desde Windows Vista está disponible en todas las ediciones posteriores; el formato .jnt es exclusivo de esta App y es imposible convertirlo para su lectura en otras apps (Vendor Lock-in).

## Visor Windows Journal
Windows Journal Viewer es una aplicación creada por Microsoft que permite al usuario la visualización de documentos de Windows Journal sin la necesidad de tenerlo instalado. La versión más reciente publicada es la 1.5, disponible en Windows XP, Windows Server 2003.